# Martins Dukurs
Martins Dukurs (Riga, RSS Letônia, 31 de março de 1984) é um piloto de skeleton letão. Ele conquistou uma medalha de prata olímpica em 2010 e uma medalha de prata olímpica em 2014.